# Hit n Run – Parade Tour
Ne doit pas être confondu avec Hit 'N' Run Tour.
 (avril 2011).
Si vous disposez d'ouvrages ou d'articles de référence ou si vous connaissez des sites web de qualité traitant du thème abordé ici, merci de compléter l'article en donnant les références utiles à sa vérifiabilité et en les liant à la section « Notes et références ».
Tournées par Prince & The Revolution
Purple Rain Tour
(1984-1985) Sign o' the Times Tour
(1987)
Le Hit n Run - Parade Tour est une tournée de Prince et de son groupe The Revolution, organisée pour promouvoir l'album Parade, sorti en mars 1986.
La tournée débute aux États-Unis, avant de passer par l'Europe en août, puis le Japon en septembre. La partie américaine, intitulée Hit n Run (ce qui pourrait se traduire par « concerts éclairs »), n'est pas une tournée complète, elle est constituée d'une dizaine de concerts donnés entre mars et août 1986. La plupart sont annoncés seulement quelques jours ou même quelques heures à l'avance. La branche européenne constitue par contre la première vraie tournée de Prince sur ce continent. Sheila E. et son groupe se produisent en première partie sur la plupart des dates. Elle sera souvent invitée pendant le spectacle de Prince.

## Histoire
Le Hit n Run - Parade Tour est la première et dernière tournée entreprise avec un line-up enrichi des membres de The Family, ce qui amène Leeds Eric à surnommer la formation remaniée The Counter-Revolution. L'adjonction de nouveaux membres, particulièrement les danseurs Wally Safford et Greg Brooks, ne va pas sans provoquer des tensions parmi les musiciens, Brownmark (en) remarquant : « On m'a placé derrière le piano, à côté de Bobby Z, derrière trois types qui étaient auparavant gardes du corps. J'ai eu l'impression d'être mis à l'écart ». Brown Mark, ainsi que Wendy et Lisa, estiment que Prince transforme The Revolution en un groupe de rhythm and blues et de funk, s'éloignant du style pop rock autour duquel gravitaient ses trois derniers albums. Juste avant que le groupe embarque pour l'Europe, Brown, Wendy et Lisa menacent d'abandonner The Revolution ; Bobby Z doit littéralement supplier Wendy et Lisa de prendre part à la tournée. À la fin de celle-ci, il est évident que l'expérience représente la fin du groupe, et qu'il s'agissait de leurs derniers concerts. Le Parade Tour se termine début septembre par quatre shows au Japon. À la fin de l'ultime concert donné à Yokohama, Prince détruit ses guitares durant le dernier rappel, sur les dernières notes de Purple Rain.
Pendant la tournée, Prince aurait commencé une relation intime avec Sheila E., ils se séparent en 1988 après que Sheila a mis sa carrière entre parenthèses. Ils sont toujours restés amis depuis.
Le groupe The Revolution est dissous en octobre 1986, Prince congédie Wendy et Lisa, remplace le batteur Bobby Z par Sheila E., alors que Mark Brown démissionne.

## Le groupe
- Prince : chant et guitare
- Wendy Melvoin : guitare
- Miko Weaver : guitare
- Brown Mark : basse
- Matt Fink : clavier
- Lisa Coleman : clavier
- Bobby Z. : batterie
- Eric Leeds : saxophone et flute
- Atlanta Bliss : trompette
- Susannah Melvoin : chant
- Jerome Benton, Wally Safford and Greg Brooks : chœurs et danse

## Programme
Mutiny, It's Gonna Be a Beautiful Night, Do U Lie?, Condition of the Heart, The Ladder, ♥ or $ et America sont jouées lors de certains concerts. It's Gonna be a Beautiful Night est enregistrée durant le concert donné à Paris. Le morceau apparaît sur l'album Sign o' the Times.

## Date des concerts
Le concert de Detroit est enregistré intégralement, mais n'a jamais fait l'objet d'une sortie en vidéo. Un extrait de ce concert, Anotherloverholenyohead, est diffusé sur MTV et utilisé pour promouvoir cette chanson, sortie en single en 1986.
Prince a donné un concert spécial à Nice avant le début de la tournée le 27 octobre 1985 au Théâtre De Verdure. Le concert fut joué à guichets fermés.
Plus de 50 dates aux États-Unis furent annulées par Prince car il n'avait pas du tout apprécié que la critique s'acharne sur son nouveau film Under the Cherry Moon.
| #                            | Date             | Ville                 | Pays       | Salle                   | Audience |
| ---------------------------- | ---------------- | --------------------- | ---------- | ----------------------- | -------- |
| Amérique du Nord (Hit n Run) |                  |                       |            |                         |          |
| 1                            | 3 mars 1986      | Minneapolis           | États-Unis | First Avenue            | 1 500    |
| 2                            | 3 avril 1986     | Boston                | États-Unis | Metro Nightclub         | 1 250    |
| 3                            | 20 mai 1986      | Bloomington (Indiana) | États-Unis | Carlton Celebrity Room  | 1 500    |
| 4                            | 23 mai 1986      | San Francisco         | États-Unis | Warfield Theater        | 2 175    |
| 5                            | 30 mai 1986      | Los Angeles           | États-Unis | Wiltern Theater         | 2 300    |
| 6                            | 6 juin 1986      | Détroit (Michigan)    | États-Unis | Masonic Temple          | 4 500    |
| 7                            | 7 juin 1986      | Détroit (Michigan)    | États-Unis | Cobo Arena              | 12 000   |
| 8                            | 10 juin 1986     | Louisville (Kentucky) | États-Unis | Freedom Hall            | 13 000   |
| 9                            | 1er juillet 1986 | Sheridan (Wyoming)    | États-Unis | Holiday Inn             | 175      |
| 10                           | 3 juillet 1986   | Denver                | États-Unis | McNichols Arena         | 17 000   |
| 11                           | 2 août 1986      | New York              | États-Unis | Madison Square Garden   | 20 000   |
| 12                           | 3 août 1986      | New York              | États-Unis | Madison Square Garden   | 20 000   |
| Europe (Parade Tour)         |                  |                       |            |                         |          |
| 13                           | 12 août 1986     | Londres               | Angleterre | Wembley Arena           | 7 700    |
| 14                           | 13 août 1986     | Londres               | Angleterre | Wembley Arena           | 7 700    |
| 15                           | 13 août 1986     | Londres               | Angleterre | Busby's                 |          |
| 16                           | 14 août 1986     | Londres               | Angleterre | Wembley Arena           | 7 700    |
| 17                           | 14 août 1986     | Londres               | Angleterre | Kensington Roof Gardens |          |
| 18                           | 17 août 1986     | Rotterdam             | Pays-Bas   | Ahoy                    | 8 927    |
| 19                           | 18 août 1986     | Rotterdam             | Pays-Bas   | Ahoy                    | 8 927    |
| 20                           | 19 août 1986     | Rotterdam             | Pays-Bas   | Ahoy                    | 8 927    |
| 21                           | 21 août 1986     | Copenhague            | Danemark   | Valbyhallen             | 4 200    |
| 22                           | 22 août 1986     | Stockholm             | Suède      | Isstadion               | 9 800    |
| 23                           | 24 août 1986     | Paris                 | France     | Le New Morning          | 300      |
| 24                           | 25 août 1986     | Paris                 | France     | Le Zenith               | 6 000    |
| 25                           | 26 août 1986     | Francfort             | Allemagne  | Eissporthalle           | 6 500    |
| 26                           | 27 août 1986     | Bruxelles             | Belgique   | Vorst National          | 8 000    |
| 27                           | 28 août 1986     | Francfort             | Allemagne  | Eissporthalle           | 6 500    |
| 28                           | 29 août 1986     | Essen                 | Allemagne  | Guggahalle              | 8 000    |
| 29                           | 30 août 1986     | Hambourg              | Allemagne  | Alsterdorfer Sporthalle | 7 000    |
| 30                           | 31 août 1986     | Hambourg              | Allemagne  | Alsterdorfer Sporthalle | 7 000    |
| Asie (Parade Tour)           |                  |                       |            |                         |          |
| 31                           | 5 septembre 1986 | Ōsaka                 | Japon      | Festival Hall           | 9 000    |
| 32                           | 6 septembre 1986 | Ōsaka                 | Japon      | Festival Hall           | 9 000    |
| 33                           | 8 septembre 1986 | Yokohama              | Japon      | Yokohama Stadium        | 45 000   |
| 34                           | 9 septembre 1986 | Yokohama              | Japon      | Yokohama Stadium        | 45 000   |